# I Hate Myself for Loving You
«I Hate Myself for Loving You» es una canción de Joan Jett and the Blackhearts del álbum Up Your Alley. La canción es la tercera de la artista en llegar al top 10 de la lista Billboard (las otras canciones son I Love Rock 'N Roll y Crimson and Clover).
La canción aparece en la películas Ready Player One y Rounders. También aparece en la serie Dawson's Creek, interpretada por Joey Potter (Katie Holmes) en el episodio #517: "Highway To Hell".
La canción fue remasterealizada para el programa de la NBC Sunday Night Football. Ha sido versionada por Faith Hill, Pink y Carrie Underwood para la versión del SNF y por Helena Paparizou, Amanda Overmyer y Miley Cyrus. Aparece en el juego Guitar Hero:Aerosmith.